# Flarum
Flarum是一款用于网络论坛的自由软件，主要用PHP编写，但其用户界面的代码结合了JavaScript和TypeScript两种语言。它是由两个论坛软件FluxBB和esoTalk合并而来。
Flarum被设计为具有高可扩展性的极简论坛软件。其他论坛软件中最常见的功能被开发为Flarum的内置扩展，例如锁定帖子、私信、标记帖子以及为讨论分配标签（类别）。

## 历史
Flarum的历史可以追溯到FluxBB和esoTalk合并之前。 Flarum的理念由Toby Zerner于2010年构思出来 ，最初的设计和原型早在2012年就已创建。他将Flarum带入了阿德莱德大学的eChallenge计划，并凭借该项目的理念赢得了二等奖。
2014年10月，Toby Zerner和他的朋友Stephen Grace发起了一项Kickstarter众筹活动来资助Flarum的开发，当时Toby正在学习医学。筹集的资金被计划让他从医学培训中抽出一年时间来全职开发Flarum，同时与Flarum一起推出付费云托管服务。然而，在Kickstarter启动大约两周后，该活动被取消，两个人决定改用开源和公开的方式进行项目开发。原型代码于2014年12月发布到GitHub。 
最初的Flarum原型是用PHP和JavaScript创建的，使用Laravel作为后端框架，使用Ember.js作为前端框架。 2015年4月，Ember.js被 Mithril.js取代，后者至今仍在Flarum中使用。
2015年8月27日，Flarum的第一个测试版本向公众发布。
2019年7月4日，Toby Zerner宣布将离开Flarum项目，专注于自己的高级论坛软件，而Franz Liedke和Daniël Klabbers将领导该项目未来的发展。Toby离开后，Flarum团队的其他成员着手成立非营利性的Flarum基金会（荷兰语： Stichting Flarum ），作为Flarum开源项目及其注册商标的合法所有者。
2021年2月，Franz Liedke宣布他也将离开Flarum项目，原因是无法持续投入时间到该项目中，而由Daniël Klabbers继续领导Flarum。 
2021年5月，经过总共11年的开发，Flarum的第一个正式版本发布。

## 争议
2021年6月，在Flarum首个正式版发布后不久，搜索字段代码中就发现一个跨網站指令碼漏洞，可能允许用户在未经用户许可的情况下执行任意JavaScript代码。该漏洞已在1.0.2版本中修复。   针对此漏洞，Flarum团队选择与开源安全报告网站Huntr.dev （页面存档备份，存于）合作，以便以更简化的方式报告问题，并为报告和修复提供奖励，而无需花费开源项目资金。 